# Amtsgericht Eppingen

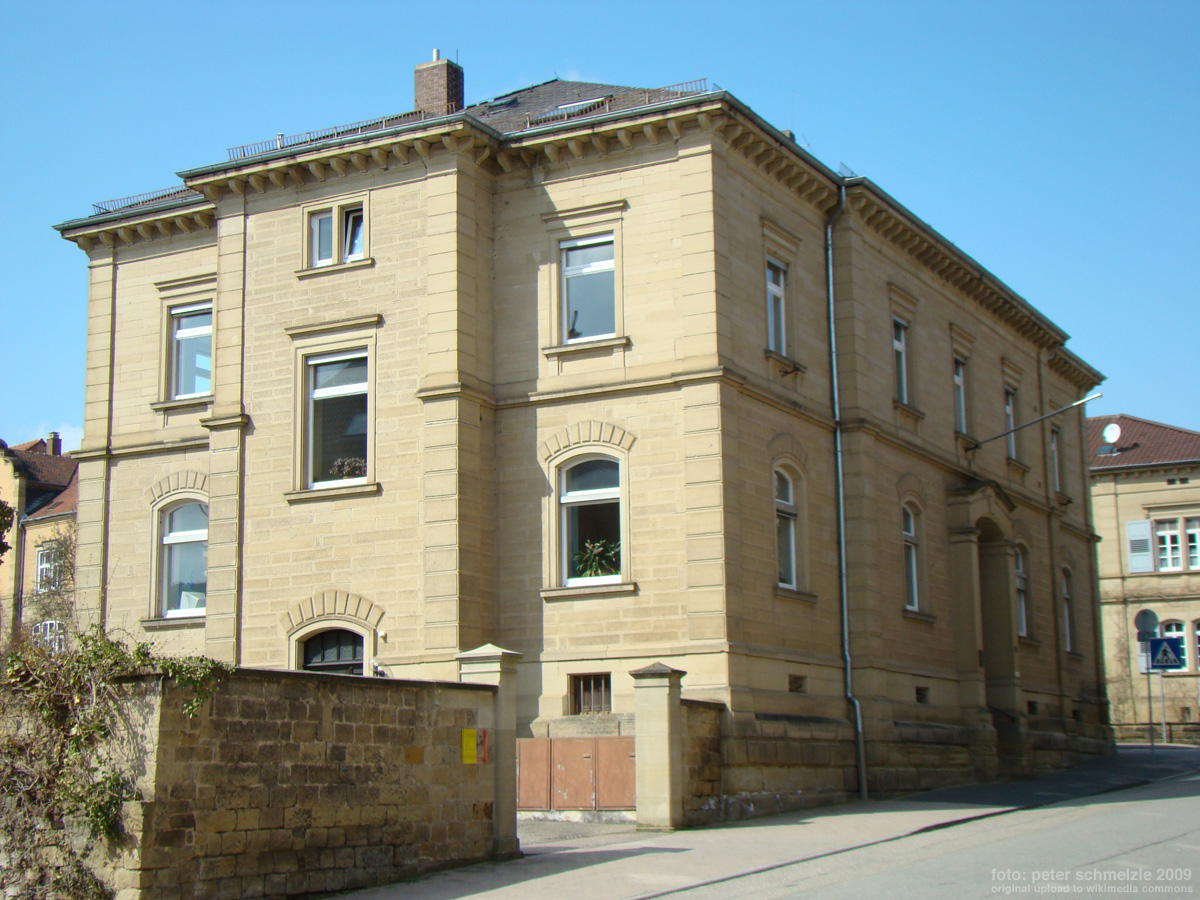
Gebäude des ehemaligen Amtsgerichts in Eppingen

Das Amtsgericht Eppingen bestand von 1857 bis zum 1. Juli 1974 in Eppingen. Amtsgerichte gehören zur ordentlichen Gerichtsbarkeit.

## Geschichte
Die Institutionalisierung des Amtsgerichts in Eppingen erfolgte im Jahre 1857 durch die Trennung der Rechtspflege von der Verwaltung (Großherzoglich Badisches Bezirksamt Eppingen). Das neu geschaffene Amtsgericht blieb jedoch im Gebäude des Bezirksamtes. Im Jahre 1873 bezog das Amtsgericht  einen Neubau in der Kaiserstraße 1, einem zweigeschossigen Werksteinbau aus Sandstein mit Vollwalmdach, insgesamt 570 Quadratmeter Fläche auf drei Etagen. Das Gebäude wurde durch das Amtsgericht und das Notariat genutzt, ferner gab es zwei Dienstwohnungen, davon eine für den Dienstvorstand und eine für einen Angestellten. Der großzügig angelegte Amtsgerichtsgarten rundete den Gesamteindruck ab.
Ende 1972 legte ein Gesetz des Landes Baden-Württemberg die Schließung von kleineren Amtsgerichten fest. Die Aufhebung dieser Gerichte sollte  die auf Grund der Kreisreform 1973 entstehenden Überschneidungen zwischen Amtsgerichtsbezirken und  Landkreisen beseitigen.  Der Bezirk des Amtsgerichts Eppingen umfasste rund 24 000 Gerichtseingesessene. Trotz Protesten wurde das Amtsgericht zum 1. Juli 1974 geschlossen. Der Antrag der Stadt Eppingen, hier eine Zweigstelle des Amtsgerichts Heilbronn einzurichten, wurde abgelehnt.
Bis 1979 war in dem Gebäude das Notariat Eppingen, danach bis zu seiner Auflösung 1997 das Landwirtschaftsamt Eppingen. Heute befinden sich dort die Außenstelle des Forstamts des Kreises Heilbronn, eine Geschäftsstelle der AOK sowie Privatwohnungen.

## Instanzenzug
Dem Amtsgericht übergeordnet waren in dieser Reihenfolge das Landgericht Heidelberg, das Oberlandesgericht Karlsruhe und der Bundesgerichtshof.